# Височенко Микола Петрович
Микола Петрович Височенко (7 жовтня 1926, м. Скадовськ, Миколаївська область — 28 травня 1983, м. Скадовськ, Херсонська область) — український селекціонер, заслужений агроном УРСР, Герой Соціалістичної Праці, почесний громадянин міста Скадовська.

## Дитячі та юнацькі роки
Народився в сільській родині у Скадовську, тоді — Миколаївської області. У 1941 році закінчив восьмий клас. Розпочалася німецько-радянська війна і місто було окупувано німецькими військами. Під час окупації працював у місцевому колгоспі.

## Служба у війську
Після визволення рідного краю від німецької окупації у листопаді 1943 року був призваний до лав Червоної армії. Дійшов до Одера, був важко поранений, втратив ногу. За бойові заслуги нагороджений орденом Слави.

## Трудовий шлях та досягнення
В перші повоєнні роки працював в Скадовську бухгалтером у районному відділенні соцзабезпечення.
У 1947 році вступив до Полтавського профтехінтернату для інвалідів війни, який закінчив із відзнакою у травні 1949 році за спеціальністю «Агрономія». У вересні 1949 року Микола Петрович успішно здає іспити та стає студентом Уманського сільсько-господарського інституту, але за рік був змушений перевестися на заочне відділення.
Уміло поєднуючи практичну роботу з успішним навчанням, Микола Петрович блискуче захистив диплом. До листопада 1953 р. працював агрономом у Скадовському райуправлінні сільського господарства, а після його реорганізації — агрономом у Скадовській МТС. З червня 1958 року — агрономом-плановиком, а з січня 1961 року — головним агрономом колгоспу «Радянська Україна» Скадовського району, Херсонської області. Головний агроном колгоспу «Радянська Україна» першим упроваджує радикальні зміни в землеробстві Таврійського степу — зрошення дніпровською водою. У 1963 році в колгоспі «Радянська Україна» стала до ладу перша черга рисової системи — 450 га заливного поля, а всього на цей час у господарстві під зрошення було відведено понад 1000 га.
Творчий пошук головного агронома в поєднанні з умінням організувати ефективну діяльність спеціалістів, керівників середньої ланки та всіх працівників землеробства принесли свої плоди. Земля щедро віддячила хліборобам за турботу про неї.
Перший успіх прийшов у 1971 році, коли в господарстві зібрали рекордний врожай озимої пшениці — у середньому по 42,6 центнери з гектару, а вже у 1973 році цей показник зріс до 46 центнери з гектару.
Указом Президії Верховної Ради СРСР № 5138-VIII від 8 грудня 1973 року, за великі успіхи, досягнуті у Всесоюзному соцзмаганні, й проявлену трудову доблесть у виконанні прийнятих зобов’язань зі збільшення об'ємів виробництва та продажу державі зерна, цукрового буряка, олійних культур та інших продуктів землеробства у 1973 році, Височенку Миколі Петровичу присвоєно звання Героя Соціалістичної праці з врученням ордена Леніна та золотої медалі «Серп і Молот».
Після виходу на пенсію мешкав у Скадовську. Помер 28 травня 1983 року.

## Нагороди, звання
Звання:
- Герой Соціалістичної праці з врученням ордена Леніна та золотої медалі «Серп і Молот» (08 грудня 1973);
- почесний громадянин міста Скадовська[3].

Ордени:
- Орден Слави 3 ступеня (1944);
- Орден Леніна (1966);
- Орден Вітчизняної війни 2 ступеня (06.04.1985)[4]

Медалі:
- «За відвагу» (01.05.1945)[5].